# Myosotis daralaghezica
Myosotis daralaghezica är en strävbladig växtart som beskrevs av T.N. Popova. Myosotis daralaghezica ingår i släktet förgätmigejer, och familjen strävbladiga växter. Inga underarter finns listade i Catalogue of Life.